# Port lotniczy Kaoma
Port lotniczy Kaoma (IATA: KMZ, ICAO: FLKO) – międzynarodowy port lotniczy położony w Kaomie, w Zambii.